# Shao Qi
Shao Qi (chiń. 邵琪; ur. 10 lipca 2001) – chińska narciarka dowolna, specjalistka w skokach akrobatycznych, dwukrotna medalistka mistrzostw świata juniorów.
Po raz pierwszy w zawodach Pucharu Świata wystąpiła 17 grudnia 2016 roku w Beidahu, gdzie zajęła 19. miejsce. Tym samym już w debiucie zdobyła pierwsze punkty. Na podium zawodów tego cyklu pierwszy raz znalazła się 19 stycznia 2019 roku w Lake Placid, kończąc rywalizację na drugiej pozycji. Rozdzieliła tam dwie rodaczki: Xu Mengtao i Xu Nuo. W sezonie 2018/2019 zajęła piąte miejsce w klasyfikacji skoków akrobatycznych.
Podczas rozgrywanych w 2019 roku mistrzostw świata w Deer Valley zajęła dziesiąte miejsce. Trzy lata później, na igrzyskach olimpijskich w Pekinie zajęła siedemnastą pozycję.

## Osiągnięcia

### Igrzyska olimpijskie
| Miejsce | Dzień     | Rok  | Miejscowość | Konkurencja        | Zwyciężczyni |
| ------- | --------- | ---- | ----------- | ------------------ | ------------ |
| 17.     | 14 lutego | 2022 | Pekin       | Skoki akrobatyczne | Xu Mengtao   |

### Mistrzostwa świata
| Miejsce | Dzień    | Rok  | Miejscowość | Konkurencja        | Zwyciężczyni          |
| ------- | -------- | ---- | ----------- | ------------------ | --------------------- |
| 10.     | 6 lutego | 2019 | Deer Valley | Skoki akrobatyczne | Alaksandra Ramanouska |

### Puchar Świata

#### Miejsca w klasyfikacji generalnej
- sezon 2016/2017: 146.
- sezon 2017/2018: 199.
- sezon 2018/2019: 21.
- sezon 2019/2020: 56.

Od sezonu 2020/2021 klasyfikacja skoków akrobatycznych jest jednocześnie klasyfikacją generalną.
- sezon 2020/2021: 13.
- sezon 2021/2022: 6.

#### Miejsca na podium w zawodach
1. Lake Placid – 19 stycznia 2019 (skoki) – 2. miejsce
2. Mińsk – 23 lutego 2019 (skoki) – 3. miejsce
3. Ruka – 2 grudnia 2021 (skoki) – 2. miejsce